# Jean-François-Louis Dondel
Pour les autres membres de la famille, voir famille Dondel du Faouëdic.
Jean-François-Louis Dondel, né à Vannes en 1694, mort le 1er février 1767, est un prélat français, évêque de Dol.

## Biographie
Jean Dondel est issu d'une famille originaire du diocèse de Vannes; il est le fils de Pierre Dondel, seigneur de Keranguen, sénéchal au présidial de Vannes, et Marie Hyacinthe Loënan de Kergonano.
Il est d'abord vicaire général d'Antoine Fagon, évêque de Vannes.
Il est nommé évêque de Dol en 1748 confirmé le 16 décembre et consacré le 16 février suivant. 
Il fait bâtir le palais épiscopal. 
Il s'oppose à Louis-René Caradeuc de La Chalotais en prenant la défense des Jésuites en Bretagne.